# Benjamin Cuntapay
Benjamin Cuntapay (San Diego, 29 dicembre 1978) è un wrestler statunitense.
Lotta nel circuito indipendente con il ring name di B-Boy. È noto per aver militato nelle più importanti federazioni di wrestling nel panorama indipendente americano, come la Ring of Honor (ROH), Pro Wrestling Guerrilla (PWG), EVOLVE, Chikara e altre.

## Nel wrestling

### Mosse
- Cross Special Brainbuster (Cross–legged fisherman buster)
- Delikado (Half nelson lifted and dropped into a wheelbarrow driver)
- Southern California Cutter (Jumping cutter)
- Straight Jacket Jumping Spike Piledriver
- Shining wizard
- Final Episode Suplex (Three–quarter nelson)
- Plex–Breaker (Vertical suplex dropped into a hangman's neckbreaker)
- Stuff (Double foot stomp)
- Inverted backbreaker
- Exploder suplex
- Sitout reverse DDT
- Spinning spinebuster

### Soprannomi
- "Blazin'"

## Titoli e riconoscimenti
All Pro Wrestling
- APW Worldwide Internet Championship (1)

Battleground Pro Wrestling
- BPW Ring Warrior Championship (1)

California Championship Wrestling
- CCW Cruiserweight Championship (1)
- CCW Maximum Championship (1)
- CCW World Tag Team Championship (3)

Combat Zone Wrestling
- CZW World Heavyweight Championship (1)
- CZW Iron Man Championship (1)
- Best of the Best (2003)
- Xtreme Strong Style Tournament (2004)

Jersey All Pro Wrestling
- JAPW Light Heavyweight Championship (1)
- JAPW Tag Team Championship (1 - con Homicide)

New Wave Pro Wrestling
- NWPW Rapid Division Championship (1)

Ultimate Pro Wrestling
- UPW Light Heavyweight Championship (2)
- UPW Tag Team Championship (1 - con Funky Billy Kim)

United Independent Wrestling Alliance
- UIWA Cruiserweight Championship (1)

World Power Wrestling
- Best of the West Tournament (2004)

Pro Wrestling Guerrilla
- PWG World Tag Team Championship (3 - 1 con Homicide - 2 con Super Dragon)
- Tango & Cash Invitational (2004) - con Homicide

Pro Wrestling Illustrated
- 206º nella classifica dei 500 migliori wrestler singoli su PWI 500 (2009)